# Olympische Sommerspiele 1988/Teilnehmer (Bolivien)
| Gelbes Symbol für Goldmedaillen mit stilisierten Olympischen Ringen | Graues Symbol für Silbermedaillen mit stilisierten Olympischen Ringen | Braundes Symbol für Bronzemedaillen mit stilisierten Olympischen Ringen |
| ------------------------------------------------------------------- | --------------------------------------------------------------------- | ----------------------------------------------------------------------- |
| —                                                                   | —                                                                     | —                                                                       |

Bolivien nahm an den Olympischen Sommerspielen 1988 in Seoul, Südkorea, mit einer Delegation von sieben Sportlern (sechs Männer und eine Frau) teil.

## Teilnehmer nach Sportarten

### Fechten
- Pedro Bleyer
Säbel, Einzel: 38. Platz

### Gewichtheben
- Hernán Cortez
Halbschwergewicht: 23. Platz

### Judo
- Ricardo Belmonte
Superleichtgewicht: 20. Platz

### Leichtathletik
- Policarpio Calizaya
10.000 Meter: Vorläufe

- Juan Camacho
Marathon: 69. Platz

### Radsport
- Bailón Becerra
Sprint: 2. Runde
1000 Meter Zeitfahren: 29. Platz
Punkterennen: Vorläufe

### Schwimmen
- Katerine Moreno
Frauen, 50 Meter Freistil: 46. Platz
Frauen, 100 Meter Freistil: 54. Platz
Frauen, 100 Meter Rücken: 38. Platz
Frauen, 100 Meter Brust: 40. Platz